# Гот-Рівер (Монтсеррат)
Гот-Рівер (англ. Hot River) — річка на острові Монтсеррат (Британські заморські території). Витік розташований на висоті близько 750 метрів над рівнем моря гірських пасом гір Суфрієр-Гіллз (Soufrière Hills) та Рочес Маунтайн (Roche's Mountain). Впадає до Атлантичного океану.

Мапа Монтсеррату з річками острова

## Особливості
Унаслідок кількох вивержень вулкану на горі Суфрієр-Гіллз у 1997 році, нижня частина річища була наповнена магмою, а поселення на берегах річки та всі комунікації були знищені. Однак завдяки постійному притокові води з підземних джерел та дощів у верхів'ях річки — водний потік пробив собі нові шляхи, аби влитися до Атлантичного океану.
Протікає через гірські ущелини в східній частині острова, а саме територією парохій Сент-Антоні та Сент-Пітер і була їх природною межею.
Гірська річка, яка починається в горах Суфрієр-Гіллз (Soufrière Hills) та Рочес Маунтайн (Roche's Mountain) стрімко стікає до узбережжя. Течія річки бурхлива, яка вибиває в рельєфі численні перекати та водоспади й глибоку ущелину.